# Альфред Бергер
Альфред Бергер  (нім. Alfred Berger, 25 серпня 1894 — 11 червня 1966) — австрійський фігурист, олімпійський чемпіон.

## Виступи на Олімпіадах
| Олімпіада   | Дисципліна    | Місце |
| ----------- | ------------- | ----- |
| Шамоні 1924 | парне катання | 1     |